# Paulo Posiano
Paulo Posiano (7 april 1988) is een voormalige Fijisch voetballer die bij voorkeur als verdediger speelt.   
Op 4 juni 2012 in de thuiswedstrijd tegen Salomonseilanden maakte Posiano zijn debuut voor Fiji voetbalelftal. Hij kwam in 80e minuut als invaller voor Samuela Vuluma Vula. Het werd gelijkgespeeld 0-0.  Hij heeft 3 wedstrijden gespeeld voor zijn nationale ploeg.
Posiano beëindigde zijn voetbalcarrière in 2020.